# Dekese
Dekese este un oraș în  provincia Kasai-Occidental, Republica Democrată Congo. În 2012 avea o populație de 3 390 de locuitori, iar în 2004 avea 2 767.